# Chelbo
Rab Chelbo war ein Amoräer der 4. Generation, der in Babylonien sowie in Palästina lehrte. Er lebte und wirkte zu Ende des 3./Anfang des 4. nachchristlichen Jahrhunderts.
Er war Schüler des Samuel bar Nachman, dem Ammi nahestehend, in Babylonien war er Schüler Hunas.
Chelbos Schüler war der palästinische Amoräer Berechja.